# Dipteretrum brinckae
Dipteretrum brinckae är en kackerlacksart som beskrevs av Karlis Princis 1963. Dipteretrum brinckae ingår i släktet Dipteretrum och familjen småkackerlackor. Inga underarter finns listade i Catalogue of Life.